# 李正亭
李正亭（1918年11月—2011年7月13日），陕西神木人。中华人民共和国政治人物。
1937年起，任山西省兴县县委组织部长、县委书记，偏关县委书记兼县大队政委，保德县委书记，晋绥分局二地委委员兼五寨县委书记等职。第二次国共内战期间，任辽宁省辽中县委书记，吉林省松江工委组织部长、永北县委书记等职。1949年，任东北局组织部干部处处长。后升任哈尔滨市委副书记，东北局财经工作部副部长、组织部副部长。1955年后，任劳动部副部长。文化大革命中受到残酷迫害。1977年后，任国家标准计量局党组副书记，国家计量总局局长。1979年，任福建省委书记兼省委组织部部长。1982年9月，当选为中央纪委常委。1987年10月，当选为中央纪委副书记。2011年去世。